# لي تشا-مان
لي تشا-مان (هانغل: 이차만) هو مدرب كرة قدم ولاعب كرة قدم كوري جنوبي في مركز الوسط، ولد في 30 سبتمبر 1950 في جيمهاي في كوريا الجنوبية. شارك مع منتخب كوريا الجنوبية تحت 20 سنة لكرة القدم ومنتخب كوريا الجنوبية لكرة القدم. أما مع النوادي، فقد لعب مع بوهانغ ستيلرز.

## وصلات خارجية
- لي تشا-مان على موقع الاتحاد الدولي (مؤرشف)  (الإنجليزية)
- لي تشا-مان على موقع دوري كوريا الجنوبية (الإنجليزية)
- لي تشا-مان على موقع قاعدة بيانات كرة القدم.إي يو (الإنجليزية)
- لي تشا-مان على موقع ناشيونال فوتبول تيمز (الإنجليزية)
- لي تشا-مان على موقع Soccerway.com (الإنجليزية)
- لي تشا-مان على موقع عالم كرة القدم.نت (الإنجليزية)